# Pemolină
Pemolina este un medicament stimulant al SNC care a fost utilizat în tratamentul tulburării hiperchinetice cu deficit de atenție (ADHD) și al narcolepsiei. A mai fost utilizată în tratamentul somnolenței excesive din timpul zilei. Medicamentul a fost retras de pe piață din multe țări din cauza unor reacții adverse rare dar severe legate de hepatotoxicitatea sa. Calea de administrare disponibilă este cea orală.
Pemolina a fost sintetizată pentru prima dată în anul 1913, dar efectul stimulant a fost descoperit abia în anii 1930, iar utilizarea în ADHD a început în anul 1975.